# Georg Klein (Komponist)
Georg F. Klein (* 1. März 1964 in Öhringen) ist ein deutscher Komponist, Klang- und Medienkünstler. Er ist Professor für Klangkunst und Direktor des Studiengangs „Sound Studies and Sonic Arts“ an der Universität der Künste Berlin.

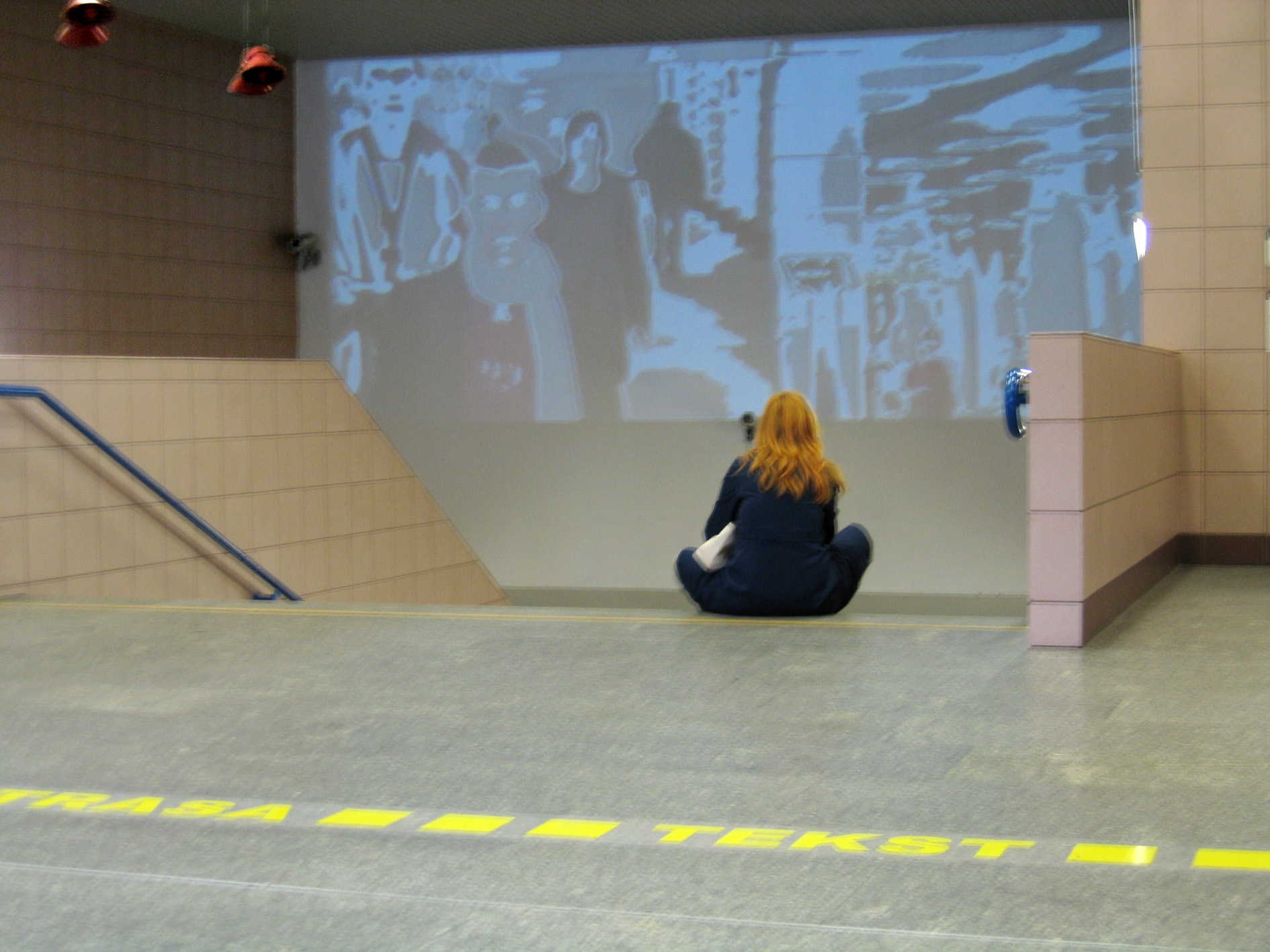
Interaktive Klang-Video-Installation TRASA, simultan in Warschau und Berlin

## Leben und Werk
Georg Klein begann im Kindesalter mit dem Komponieren, studierte jedoch zunächst Elektrotechnik/Toningenieur und Kommunikationswissenschaft an den Technischen Universitäten München und Berlin, später Religionsphilosophie und Vergleichende Musikwissenschaft an der Freien Universität Berlin. Er arbeitete drei Jahre in einem Forschungsprojekt zur Visualisierung von Lautsprache für Gehörlose, bevor er sich 1996 ganz der Komposition und Kunst zuwandte und seine erste musikalische Veröffentlichung mit der Filmmusik amor fati machte (Internationale Filmfestspiele Berlin, 1997). Danach beschäftigte er sich mit elektronischer Komposition am Elektronischen Studio der TU Berlin und erhielt 1999 den zweiten Preis beim Internationalen Gustav-Mahler-Kompositionspreis Österreich für sein Ensemblestück Li.. und die Erde I+II, das mit Singstimme und Phrase-Sampler gestaltet ist. Mit der interaktiven Klanginstallation transition (2001) wandte er sich dem öffentlichen Raum als Spielort zu und entwickelte sein Konzept eines „Ortsklangs“. Es folgte 2002 die Arbeit Ortsklang Marl Mitte, die mit dem Deutschen Klangkunstpreis prämiert wurde. 2003 integrierte er zum ersten Mal das Medium Video in seiner Arbeit Imperial News im Roten Rathaus von Berlin, die die audiovisuelle Aufbereitung von (Kriegs-)Nachrichten im Fernsehen thematisiert.
Als Vorsitzender der Berliner Gesellschaft für Neue Musik (BGNM) von 2001 bis 2005 kuratierte und organisierte er Diskussionsreihen und Konzerte (musik|politik, reflexzonen, migration, videokonzerte). Im Jahr 2003 gründete er mit Julia Gerlach die Agentur KlangQuadrat – büro für klang- und medienkunst berlin zur Produktion und Organisation von Kunstprojekten im In- und Ausland. Mit der Installation TRASA warszawa-berlin, die zwei Orte in Berlin und Warschau mittels Livestream verband, wurde er international bekannt. Ab 2005 entwickelte er zusammen mit der Schweizer Künstlerin Steffi Weismann dialog-orientierte Installationen im öffentlichen Raum (pick up Bern 2005, takeaway sonambiente Berlin 2006). 2006 war er einer der Stipendiaten der Deutschen Akademie in Rom und erhielt den Medien-Raum-Preis der Stadt Marl. Die provokante Arbeit turmlaute.2: Wachturm / Watch Tower im Rahmen des Festivals MaerzMusik der Berliner Festspiele 2007 in dem ehemaligen DDR-Grenzwachturm Schlesischer Busch löste starke Publikumsreaktionen aus und bekam ein breites Medienecho. Im selben Jahr realisierte er eine mobile Installation in einem Tramwagen in Dresden meta.stasen (Europäisches Zentrum der Künste Hellerau), das die Ideologie des ungebremsten Wachstums thematisiert und mit natürlichen Wachstumsprozessen und ihren krankhaften Auswüchsen in Verbindung bringt.

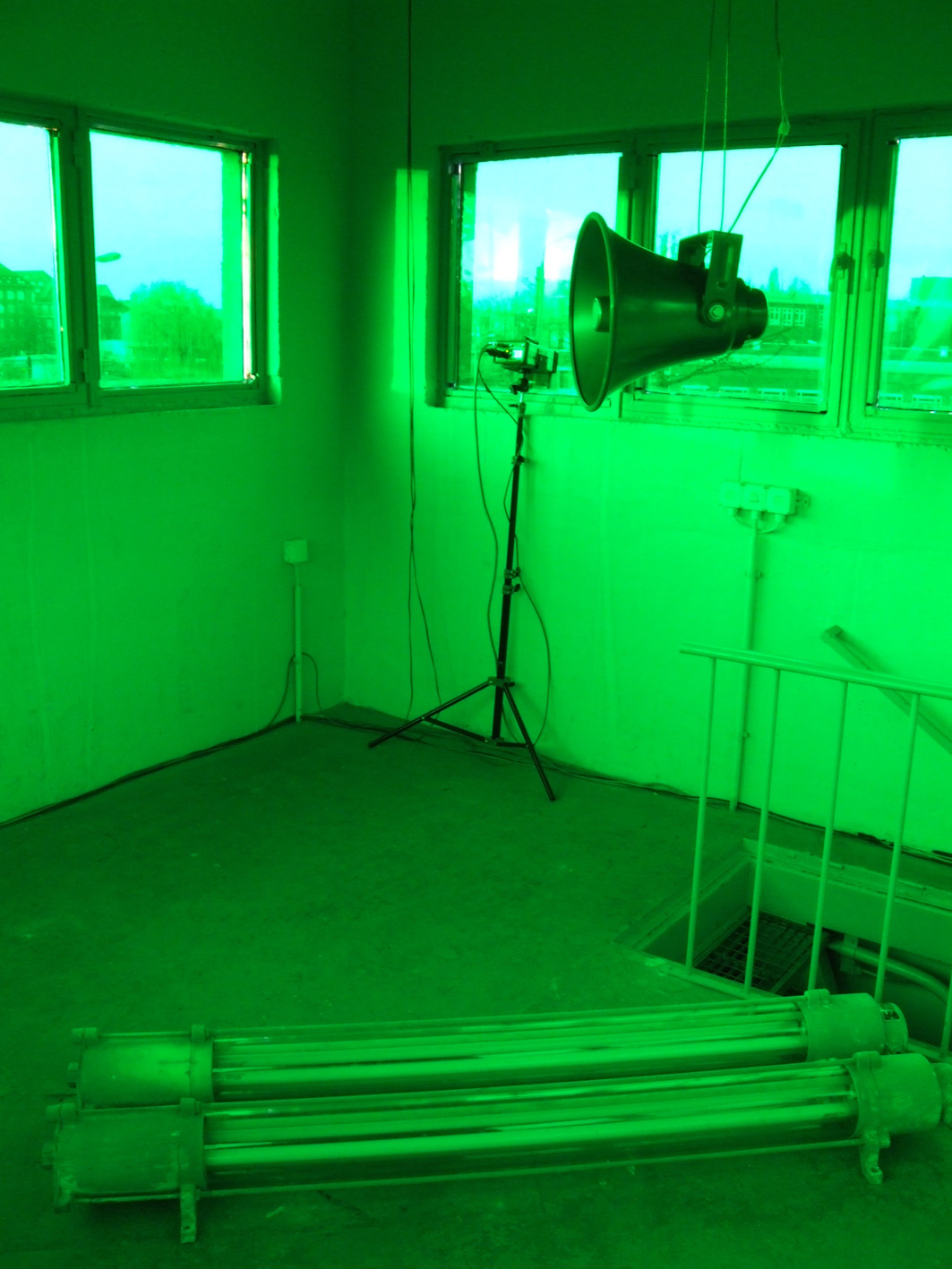
Interaktive Klang-Video-Installation turmlaute.2 in einem Wachturm an der ehemaligen Berliner Mauer

2008 realisierte er mit Steffi Weismann in Los Angeles die Performance Venture Doll in Supermärkten. An der Medienfassade der O2 World Berlin präsentierte er seine ebenfalls konsumkritische Arbeit Sonic Parole, die mit pseudorevolutionären Werbespüchen arbeitete. Mit seinem zweiteiligen Projekt Ramallah Tours in Israel setzte er seine Arbeit mit Fakes im öffentlichen Raum fort – mit einem palästinensischen Taxi in Israel, das auf eine fiktive Reiseagentur verweist und Fahrten von Israel nach Ramallah anbietet. 2010 erhielt er das Berliner Senatsstipendium in Istanbul, wo er seine Arbeit Cuts and Creeds präsentierte, eine Gegenüberstellung von muslimischen Selbstmordattentätern und westlichen Amokläufern. Ebenfalls in der Türkei realisierte er die Spiegel- und Klang-Installation mirrorsongs an der Fassade eines Gefängnisgebäudes in Sinop. Seit 2011 läuft sein Projekt tracing Godwin, das unter Beteiligung von Freiwilligen eine virtuelle Spur eines illegalen Immigranten aus Nigeria in Europa auslegt.
Mit seiner Arbeit GNADE, bei der Klein das Wort als interaktive Skulptur vor Banken und einem Jobcenter auftauchen ließ, wandte sich der Künstler ab 2012 thematisch stärker den ökonomischen Bedingungen der globalisierten Gesellschaft zu, hier mit Bezug zur Euro-Finanzkrise, zu. UNzuRECHT aus dem Jahr 2013 thematisierte die Rohstoffausbeutung am Beispiel des Palmöls und die damit einhergehende globale Spekulation. Die 90-minütige Audio-Installation toposonie im Regierungsviertel in Berlin-Mitte stellt seit 2013 das Thema des Lobbyismus dar. In der 2014 von Georg Klein und Sven Kalden kuratierten Ausstellung PCFS – Post Colonial Flagship Store im MuseumsQuartier Wien wurden die neokolonialen Strategien der großen Wirtschaftskonzerne auf eine subversiv-affirmative Weise umgekehrt und deren Marketingmethoden auf die Ausstellung übertragen.
Neben der politisch avancierten Kunst produziert Klein auch abstraktere, musikalische Arbeiten, wie in seinen Konzertstücken DADAyama, sixis und Lautsprecher und Leisesprecher, in denen die technische-mediale Rückkopplung eine wichtige Rolle spielt („Zeitlicher Spiegel“). In der konzertanten Installation Das interaktive Klavier von 2014 bezieht er auch das Publikum partizipativ mit ein, in dem eine spielerische Beziehung zwischen ihnen und dem Instrument inszeniert wird. 2015 wurde Klein mit dem Dialogpreis des Auswärtigen Amts ausgezeichnet für sein Projekt European Border Watch Organisation, eine Neuauflage des seit 2007 laufenden Projekts turmlaute.2: Wachturm auf dem European Media Art Festival EMAF in Osnabrück. „Grenze und Migration“ ist das zentrale Thema auch in folgenden Werken wie Deep Difference Unit (Daegu, Südkorea, 2016), Grün hören (Gärten der Welt, Berlin, 2017) und The Sound before Silence – Souvenirs from North Korea (Berlin, 2018). 2020 erhielt er den Audio Walk Award für seinen Soundwalk toposonie::engelbecken, der historische Radiozeugnisse mit der Gegenwart an einem geschichtsträchtigen Ort verbindet. Mit der jüngsten Vergangenheit beschäftigte er sich in seiner immersiven, audiovisuellen Installation Dark Matter (2021), die die Entwicklung von Hate Speech in rechtsradikaler Musik und Propaganda nachzeichnet und mit dem Anschlag in Halle (Saale) 2019 endet.
Georg Klein hat in zahlreichen Vorträgen und Publikationen seine Arbeitsweise dargestellt und künstlerische Strategien diskutiert, wie Kunst und Musik in einem politischen Kontext wirksam werden kann. Mit der 2013 gegründeten Errant Bodies group betreibt er einen Projektraum für Klangkunst in Berlin und veranstaltet Ausstellungs- und Diskussionsreihen. Als Errant Sound – Sound Art Project Space weitergeführt erhielt der Raum 2016 den Projektraumpreis des Berliner Senats und organisierte 2018, 2020 und 2024 das internationale Sound Art Festival DYSTOPIE in Berlin. Seit 2010 war Georg Klein auch als Dozent an verschiedenen Universitäten tätig, seit 2013 ist er regelmäßig Dozent an der Universität der Künste Berlin (UdK Sound Studies / Studium Generale). Seit 2022 ist er Professor für Klangkunst und Leiter der „Sound Studies and Sonic Arts“ an der UdK Berlin.
Klein lebt seit 1987 überwiegend in Berlin, zeitweise in Rom, Los Angeles und Istanbul.

## Werkcharakteristik
Von der Komposition kommend, hat Georg Klein eine vielfältige künstlerische Praxis entwickelt, in der er mit Sound, Video, Text und Fotografie arbeitet. Der Künstler ist seit 2001 überwiegend mit ortsspezifischen Installationen im öffentlichen Raum vertreten und entwickelt einen individuellen Klangkunst-Begriff und mediale Konzepte zur Interaktivität und Beteiligung seines Publikums. Sein künstlerischer Ansatz besteht in der Entwicklung einer verdichteten Situation. Ausgangspunkt dabei ist die Recherche zu einem Ort oder einer Situation, dessen bzw. deren Konfliktlage er herausarbeitet und im Zusammenspiel von vorgefundenen Material und der sozialen Situation künstlerisch umsetzt. Dabei spielt sowohl inhaltlich als auch formal das Thema der Grenze und ihre Überschreitung eine besondere Rolle und bezieht sich dabei sowohl auf den psychischen Innenraum wie den politischen Außenraum. Mit seinen ortsspezifischen Installationen, aber auch in seinen konzertanten Arbeiten und hörspielartigen Soundwalks fordert er in irritierender Weise die Wahrnehmung seines Publikums heraus, auf der Grenze zwischen Kunst und Wirklichkeit.
In den letzten Jahren stand die künstlerische Erörterung gesellschaftlicher Machtverhältnisse in Politik und Ökonomie im Vordergrund seiner künstlerischen und kuratorischen Arbeit. Seine Werke lösten bisweilen heftige Reaktionen bei Publikum und Presse aus, da sie sich oft zunächst nicht eindeutig der Kunst zuordnen lassen.

## Auszeichnungen (Auswahl)
- Stipendium Akademie der Künste (Berlin), Berlin, Deutschland (2021)
- Audio Walk Award, Deutschland (2020)
- Residenzstipendium Villa Aurora, Los Angeles, USA (2019)
- Arbeitsstipendium des Senats von Berlin, (2018)
- Projektraumpreis für Errant Sound – Sound Art Project Space, Berlin (2016)
- 1.Preis Klangkunstwettbewerb IGA 2017, Berlin (2015)
- Dialogpreis des Auswärtigen Amts, European Media Art Festival EMAF Osnabrück (2015)
- Curator in Residence, MuseumsQuartier Wien (2014)
- Artist in Residence, Taranto, Italien (2013)
- Artist in Residence, Schlossmediale Werdenberg, Schweiz (2013)
- Artist in Residence, quartier21/Tonspur, MuseumsQuartier Wien (2012)
- Residenzstipendium des Berliner Senats in Istanbul am BM Contemporary Art Center (2010)
- Medien-Raum-Preis 2006, Skulpturenmuseum Marl / NRW (2006)
- Residenzstipendium Casa Baldi / Villa Massimo, Rom (2006)
- Deutscher Klangkunstpreis, Skulpturenmuseum Marl / NRW (2002)
- Stipendium Schloss Wiepersdorf (2002)
- Gustav-Mahler-Kompositionspreis Österreich (1999)

## Werke (Auswahl)
- 3 neue Schwestern, 3-teilige Klanginstallation im Schwesternpark Witten (Wittener Tage für zeitgen. Musik, Witten 2022)
- passage, Interaktive Klanginstallation unter einer Autobrücke (intraregionale, Burgdorf/Hannover 2021)
- Dark Matter, Immersive Klang-Video-Installation (Errant Sound, Berlin 2021)
- The Sound before Silence, Klang-Video-Installation mit Objekten (Meinblau, Berlin 2018)
- Fog Zone, Klang-Video-Installation in einem Nebelraum, DYSTOPIE – sound art festival, (Wasserspeicher, Berlin 2018)
- GRÜN HÖREN,  Permanente Klang-Installation zur IGA (Gärten der Welt, Berlin 2017)
- Deep Difference Unit, Lautsprecher-Skulptur Art Biennale Daegu (Südkorea, 2016)
- ungrounded, Interaktive audiovisuelle Textinstallation (Hannover 2015)
- kein sound ist illegal, Interaktive Klang-Text-Installation (Errant Bodies, Berlin 2015)
- European Border Watch Organisation,  Installation, Performance, Fake-Organisation (EMAF-Dialogpreis Osnabrück 2015)
- Le Due Forze di Taranto / Two Powers of Taranto, Foto-Klang-Installation (Taranto, Italien 2014)
- The Interactive Piano Konzertante Installation, Festival Klangwerkstatt, Sophiensaele (Berlin, 2014)
- PCFS – Post Colonial Flagship Store, Ausstellung MuseumsQuartier (Wien, 2014)
- toposonie::spree Sound Walk mit Smartphone-App (Berlin 2013)
- UNzuRECHT A + B Installation und Performance, Schlossmediale Werdenberg (Schweiz, 2013)
- GNADE Intervention im öff. Raum und medialer Gnadenaltar (Nationaltheater Mannheim, 2012)
- tracing Godwin Partizipative Plakataktion, Europa, seit 2011
- Cuts and Creeds – Young, male assassins in an oriental-occidental perspective (Berlin/Istanbul, 2010)
- RamallahTours (Umm El Fahem / Tel Aviv, Ausstellung „29km“ 2009)
- Sprich mit mir (Konsumverein, Braunschweig 2009)
- venture doll (Los Angeles 2008)
- sonic parole (Berlin 2008)
- meta.stasen (Europäisches Zentrum der Künste Hellerau, Dresden 2007)
- turmlaute.1: Hungerturm (Stipendium Deutsche Akademie Rom Villa Massimo/Casa Baldi, 2006)
- takeaway in Kooperation mit Steffi Weismann, sonambiente Intern. Klangkunstfestival (Berlin 2006)
- sixis für Sextett mit Spiegelsextett (Berlin 2006)
- pickup – Eine Intervention in einem Kiosk in Kooperation mit Steffi Weismann (Bern 2005)
- TRASA warszawa-berlin, Ein bimedialer Kontaktraum (Warschau-Berlin 2004)
- PeerGynt – Bühnenmusik/Musikal. Leitung, (Berliner Ensemble, Regie: Peter Zadek, 2004–2008)
- wel-come (Schloss Wiepersdorf)
- Ortsklang Marl Mitte – blaues blach – VielKunst.WenigArbeit (Deutscher Klangkunstpreis 2002)
- transition – berlin junction (Philharmonie Berlin, 2001/2002)
- Li.. und die Erde I+II (Intern. Gustav-Mahler-Kompositionspreis 1999)
- amor fati (Filmmusik, Intern. Filmfestspiele Berlin 1997)

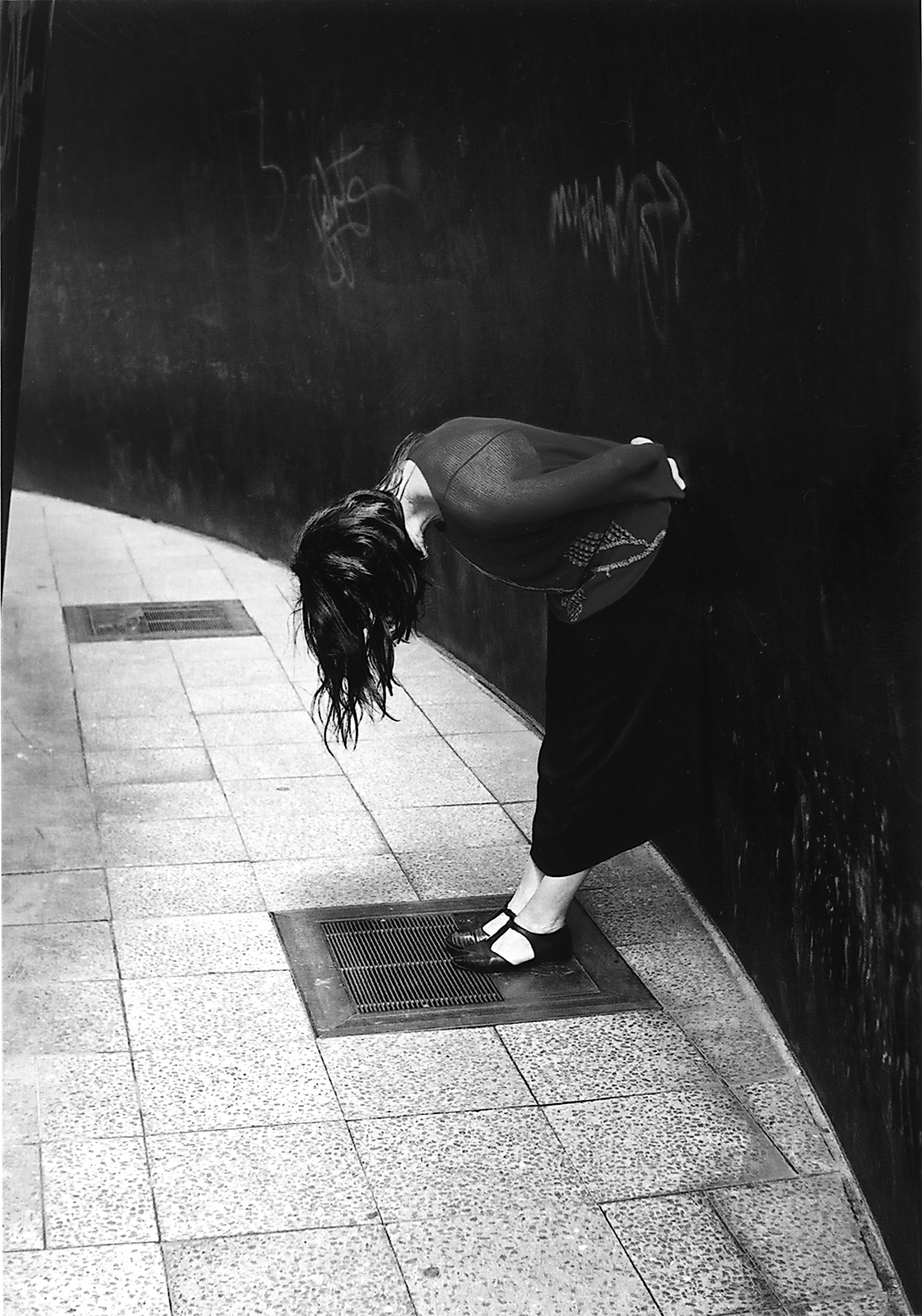
Interaktive Klang-Installation transition in der Skulptur berlin junction von Richard Serra